# Mistrzostwa Europy w Lekkoatletyce 2014 – rzut oszczepem mężczyzn
Rzut oszczepem mężczyzn – jedna z konkurencji rozegranych podczas lekkoatletycznych mistrzostw Europy na Letzigrund Stadion w Zurychu.
Do zawodów przystąpiło dwóch z trzech medalistów poprzednich mistrzostw Europy: złoty medalista Czech Vítězslav Veselý oraz drugi w Helsinkach Rosjanin Walerij Iordan.

## Terminarz
Eliminacyjny konkurs oszczepników rozegrano 14 sierpnia, a finał odbył się w niedzielę 17 sierpnia
| Data        | Godzina                         |            |
| ----------- | ------------------------------- | ---------- |
| 14 sierpnia | 17:45 (Grupa A) 18:30 (Grupa B) | Eliminacje |
| 17 sierpnia | 17:00                           | Finał      |

## Przebieg zawodów

### Eliminacje
Sportowcy w rundzie eliminacyjnej zostali podzieleni na 2 grupy. Aby dostać się do finału, w którym wystartowało 12 zawodników, należało rzucić co najmniej 81,00 m. W przypadku, gdyby rezultat ten osiągnęła mniejsza liczba oszczepników, kryterium awansu były najlepsze wyniki uzyskane przez startujących (q). Podobna sytuacja miałaby miejsce, gdyby żaden ze startujących nie uzyskał wyznaczonego minimum. Sportowców podzielono na dwie grupy kwalifikacyjne: A i B.
| Poz. | Grupa | Zawodnik               | Reprezentacja        | #1    | #2    | #3    | Rezultat | Uwagi |
| ---- | ----- | ---------------------- | -------------------- | ----- | ----- | ----- | -------- | ----- |
| 1    | B     | Antti Ruuskanen        | Finlandia            | 83,76 |       |       | 83,76    | Q     |
| 2    | B     | Tero Pitkämäki         | Finlandia            | 81,48 |       |       | 81,48    | Q     |
| 3    | B     | Thomas Röhler          | Niemcy               | 81,24 |       |       | 81,24    | Q     |
| 4    | B     | Ansis Brūns            | Łotwa                | 73,68 | 75,12 | 81,04 | 81,04    | Q     |
| 5    | A     | Dmitrij Tarabin        | Rosja                | 80,46 | 80,84 | –     | 80,84    | q     |
| 6    | A     | Matija Kranjc          | Słowenia             | 80,46 | –     | –     | 80,46    | q, NR |
| 7    | A     | Vítězslav Veselý       | Czechy               | 80,00 | x     | x     | 80,00    | q     |
| 8    | A     | Andreas Hofmann        | Niemcy               | 75,22 | 79,59 | 75,63 | 79.59    | q     |
| 9    | B     | Ołeksandr Nyczyporczuk | Ukraina              | 79,09 | 76,09 | 79,29 | 79,29    | q     |
| 10   | B     | Risto Mätas            | Estonia              | 78,97 | 76,86 | 76,18 | 78,97    | q     |
| 11   | B     | Walerij Iordan         | Rosja                | 78,46 | x     | 75,76 | 78,46    | q     |
| 12   | A     | Lassi Etelätalo        | Finlandia            | 77,78 | 78,13 | 78,22 | 78,22    | q     |
| 13   | B     | Łukasz Grzeszczuk      | Polska               | 77,74 | 76,71 | x     | 77,74    |       |
| 14   | A     | Ainārs Kovals          | Łotwa                | 77,38 | x     | 77,70 | 77,70    |       |
| 15   | B     | Alaksandr Aszomka      | Białoruś             | x     | 77,65 | 70,24 | 77,65    |       |
| 16   | A     | Rolands Štrobinders    | Łotwa                | 76,16 | x     | x     | 76.,16   |       |
| 17   | B     | Martin Benák           | Słowacja             | 73,53 | x     | 75,67 | 75,67    |       |
| 18   | A     | Tanel Laanmäe          | Estonia              | 75,29 | x     | x     | 75,29    |       |
| 19   | B     | Petr Frydrych          | Czechy               | 74,61 | 74,18 | 75,19 | 75,19    |       |
| 20   | B     | Jakub Vadlejch         | Czechy               | 69,82 | 75,14 | x     | 75,14    |       |
| 21   | A     | Ołeksandr Pjatnycia    | Ukraina              | 74,69 | 73,15 | x     | 74,69    |       |
| 22   | B     | Magnus Kirt            | Estonia              | 74,33 | 73,18 | x     | 74,33    |       |
| 23   | A     | Patrik Ženúch          | Słowacja             | 74,19 | x     | 71,89 | 74,19    |       |
| 24   | B     | Spiridon Lembesis      | Grecja               | 74,14 | x     | 74,00 | 74,14    |       |
| 25   | A     | Fatih Avan             | Turcja               | x     | 73,11 | 73,28 | 73,28    |       |
| 26   | A     | Gabriel Wallin         | Szwecja              | 71,43 | 73,16 | x     | 73,16    |       |
| 27   | A     | Dejan Mileusnić        | Bośnia i Hercegowina | 71,23 | 70,44 | 72,52 | 72,52    |       |
| 28   | A     | Dmytro Kosynski        | Ukraina              | 71,08 | 71,90 | 68,92 | 71,90    |       |
| 29   | A     | Vedran Samac           | Serbia               | 67,30 | 68,77 | 69,39 | 69,39    |       |
| 30   | A     | Norbert Bonvecchio     | Włochy               | x     | 69,38 | 68,63 | 69,38    |       |
|      | B     | Kim Amb                | Szwecja              | x     | x     | x     | NM       |       |
|      | B     | Guðmundur Sverrisson   | Islandia             | x     | x     | x     | NM       |       |

### Finał
| Poz. | Imię i nazwisko        | Reprezentacja | 1     | 2     | 3     | 4     | 5     | 6     | Rezultat | Uwagi |
| ---- | ---------------------- | ------------- | ----- | ----- | ----- | ----- | ----- | ----- | -------- | ----- |
|      | Antti Ruuskanen        | Finlandia     | 83,81 | 86,85 | 88,01 | 83,69 | 84,62 | 83,67 | 88,01    | EL    |
|      | Vítězslav Veselý       | Czechy        | 76,04 | 81,98 | 81,68 | 82,68 | 84,79 | 79,16 | 84,79    |       |
|      | Tero Pitkämäki         | Finlandia     | 80,21 | 84,16 | 80,83 | 81,45 | 83,89 | 84,40 | 84,40    |       |
| 4    | Lassi Etelätalo        | Finlandia     | 78,29 | x     | 79,74 | 78,01 | 83,16 | x     | 83,16    |       |
| 5    | Dmitrij Tarabin        | Rosja         | 80,35 | x     | x     | x     | 81,24 | x     | 81,24    |       |
| 6    | Risto Mätas            | Estonia       | 80,73 | 77,87 | 76,23 | 76,70 | 79,17 | x     | 80,73    | SB    |
| 7    | Walerij Iordan         | Rosja         | 74,18 | 75,85 | 78,40 | x     | x     | 75,43 | 78,40    |       |
| 8    | Matija Kranjc          | Słowenia      | 76,95 | x     | 78,27 | 77,16 | x     | x     | 78,27    |       |
| 9    | Andreas Hofmann        | Niemcy        | 71,08 | 76,05 | 77,42 |       |       |       | 77,42    |       |
| 10   | Ołeksandr Nyczyporczuk | Ukraina       | x     | x     | 75,05 |       |       |       | 75,05    |       |
| 11   | Ansis Brūns            | Łotwa         | 72,24 | x     | x     |       |       |       | 72,24    |       |
| 12   | Thomas Röhler          | Niemcy        | 70,31 | 66,52 | x     |       |       |       | 70,31    |       |